# Eric Fitch Daglish

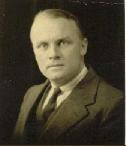
Eric Fitch Daglish

Eric Fitch Daglish (* 1892 in Islington; † 1966) war ein britischer Kupferstecher und Schriftsteller.

## Leben
Daglish wurde als Sohn von James William Daglish und Kate Annie Fitch geboren. Er studierte am „Hereford County College“ und an der University of London. Dann zog Daglish nach Bonn, um Wissenschaften zu studieren.
Seine Kupferstiche sind im Victoria and Albert Museum und verschiedenen Galerien noch heute ausgestellt.
Daglish war zwei Mal verheiratet. Aus seiner ersten Ehe gingen zwei Söhne und eine Tochter, aus der zweiten Ehe ein Sohn und eine Tochter hervor.

## Werke (Auswahl)
- 1932: A Nature Calendar
- 1933: How To See Beasts
- 1933: How to See Flowers
- 1933: The Dog Owner's Guide
- 1938: The Gardener's Companion by Miles Hadfield
- 1939: Fly Fishing by Viscount Grey of Fallodon
- 1948: Birds Of The British Isles
- 1951: The Dog Breeder's Manual
- 1952: Enjoying the Country